# Poniec

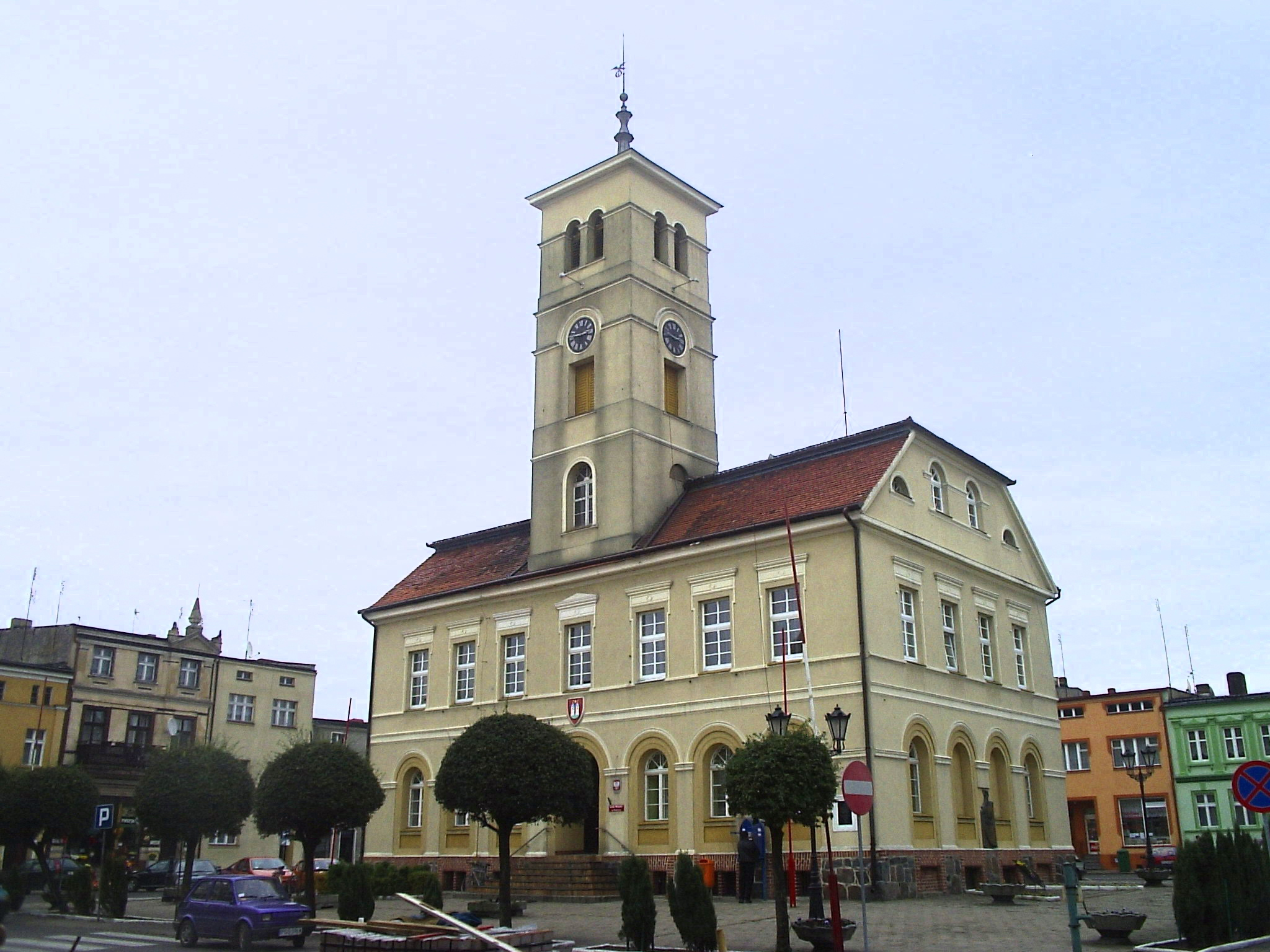
Clădirea primăriei.

Poniec este un oraș în Polonia.